# Pulvinaria decorata
Pulvinaria decorata är en insektsart som beskrevs av Borchsenius 1957. Pulvinaria decorata ingår i släktet Pulvinaria och familjen skålsköldlöss. Inga underarter finns listade i Catalogue of Life.